# Dorowo
Dorowo (deutsch Dorow) ist ein Dorf in der Gemeinde Resko (Regenwalde) im Powiat Łobeski (Kreis Labes) in der polnischen Woiwodschaft Westpommern.

## Geographische Lage
Der Ort liegt in Hinterpommern links der Rega, etwa sieben Kilometer südöstlich der Stadt Regenwalde (Resko) und 18 Kilometer nordwestlich der Stadt  Labes (Łobez).

## Geschichte

Dorow südöstlich der Stadt Regenwalde (Regenwolde) und nordwestlich der Stadt Labes auf der Landkarte des Eilhard Lubinus von 1618 (Ausschnitt)

Dorow auf der schmettauschen Landkarte um 1780 (Ausschnitt)

Vorläufer des heutigen Dorfs war im frühen Mittelalter vermutlich ein slawischer Wohnplatz: Außer den üblicherweise umfassend eingefriedeten Siedlungen gab es  Wohnplätze in Gestalt frei stehender Gehöfte,  „dvora“ genannt, was Hof bedeutet. Dies könnte den Ortsnamen erklären. Nach anderer Auffassung ist Dorow ein slawischer Ortsname, der sich aus dem Personennamen Dor mit der besitzanzeigenden Endung „ow“ entwickelt hat. Dor ist die Kurzform von Dora oder Theodor. Einen weiteren gleichnamigen Ort gibt es nur noch im Kreis Grimmen in Vorpommern.
Der Ort Dorow erscheint erstmals in den Urkunden, als der Lehnsbesitz der Vidante in Regenwalde und in den Dörfern Gardin, Dorow, Labuhn und Dobritz 1447 nach dem Tod des Pribislav Vidante, des letzten seines Geschlechtes, an dessen Schwiegersohn Claus Borcke überging.
Bis dahin hatten die Vidante und die Borcke die Stadt Regenwalde gemeinsam besessen. 1282 erscheinen die Borcke erstmals als Besitzer der Burg und des umliegenden Landes. Bereits am 23. Februar 1288 haben die Vidante ebenfalls einen Anteil an Burg, Stadt und Land. Sehr wahrscheinlich gehörte auch Dorow schon dazu.
In dieser Zeit dürfte eine verstärkte deutsche Siedlungstätigkeit im Raum Regenwalde eingesetzt haben, denn die Borcke überweisen dem Dietrich Horn die Stadt Regenwalde zur Einrichtung nach dem Greifswalder Recht, nebst 20 Hufen zum eigenen Gebrauch, und verleihen der Stadt die umliegende Feldmark, wo dann weitere Siedlungen entstanden sind. Ähnlich dürften auch die Vidante in ihrem Gebiet verfahren haben. Vermutlich gehörte aber Dorow nicht zu den neuen Siedlungen dieser Zeit, sondern bestand schon vorher als slawische Siedlung. Wann sie gegründet wurde, ist unbekannt.
Brüggemann (1784, S. 335) beschreibt Dorow wie folgt: „½ Meile von Regenwalde südostwärts, hat 1 Vorwerk, 11 Bauern, 1 Schulhaus, 19 Feuerstellen, eine zur Regenwaldeschen Synode gehörige Kirche, die ein Filial von Obernhagen ist, Eichenholzungen, welche in dem der Dorfschaft und der Kirche gehörigen so genannten Bauernholze und in dem der Herrschaft gehörigen Heege bestehen, und ist ein altes Borcksches Lehn, welches der Rittmeister Philipp Carl Ludwig von Borck besitzet.“
Bis 1945 gehörte Dorow zum Landkreis Regenwalde im Regierungsbezirk Stettin, seit 1939 im Regierungsbezirk Köslin der Provinz Pommern des Deutschen Reichs.
Gegen Ende des Zweiten Weltkriegs besetzte im Frühjahr 1945 die Rote Armee die Region. Kurz darauf wurde Dorow unter polnische Verwaltung gestellt. Soweit die Einheimischen nicht geflohen waren, wurden sie in der darauf folgenden Zeit vertrieben und durch Polen ersetzt. Das deutsche Dorf Dorow wurde  in Dorowo umbenannt.

## Einwohnerzahlen
- 1816: 171[7]
- 1925: 306, darunter vier Katholiken, keine Juden[8]
- 1933: 266[9]
- 1939: 240[9]

## Gut Dorow
1826 verkauft Philipp Carl Ludwig von Borcke (1748–1826) das Gut Dorow (zusammen mit den Gütern Regenwalde, Flackenhagen, Labuhn, Höfchen, Grünhof, Lowin, Ornshagen und Patzig) an Ernst von Bülow-Cummerow (1775–1851). Weitere Besitzer waren von 1844 bis 1851 die Heydebrecks und im Jahre 1851 vorübergehend ein Gutsbesitzer Lange, von dem es 1852 Adolf von Oertzen (1825–1857) aus Brunn bei Neubrandenburg erwarb. Nach seinem frühzeitigen Tod verpachtete seine Witwe Anna, geb. Gräfin Reichenbach-Goschütz (1828–1904), das Gut an den Ökonomierat Hingst und zog zu ihren Eltern nach Weißstein im Kreis Waldenburg in Schlesien. 1892 nahm ihr Sohn Karl von Oertzen (1855–1907) den Betrieb aus der Pacht. Er war seit 1890 mit Elisabeth von Oertzen, geb. von Thadden (1860–1944) aus Trieglaff verheiratet, die als Schriftstellerin bekannt wurde und nach dem Tode ihres Mannes die Bewirtschaftung weiterführte – seit 1922 unterstützt von ihrem Schwiegersohn Otto von der Linde (1892–1984), der das Gut ab 1929 pachtete und bis zur Besetzung durch die Rote Armee bewirtschaftete. Kurz vor deren Einmarsch konnte er am 3. Februar 1945 mit seiner Familie und den Gutsangehörigen mit einem Treck fliehen und sich nach Schleswig-Holstein in Sicherheit bringen.

Gutshaus Dorow vom Süden (Straßenseite) – vor 1900

Das Gut Dorow mit dem Vorwerk Eichhof hatte eine Fläche von 689 Hektar. Davon waren etwa die Hälfte Ackerland, die andere Hälfte Wiesen und Wald mit einem See. Der Viehbestand umfasste 1939 50 Pferde, 100 Stück Rindvieh, 400 Schafe und 230 Schweine. Zum Gut gehörte auch eine Brennerei. Das Gutshaus wurde 1852 von Adolf von Oertzen im Stile eines toskanischen Landhauses erbaut. Es stand nach der Flucht der Bewohner zunächst leer und wurde in der Folgezeit nach und nach abgerissen. Durch den Gutspark führte eine noch erhaltene Lindenallee (Bild) zu einem Familienfriedhof, von dem Reste noch zu erkennen sind (Bild). Dort liegen folgende Mitglieder der Familie von Oertzen begraben:
- Adolf von Oertzen (1825–1857)
- Karl von Oertzen (1855–1907) und Elisabeth, geb. von Thadden (1860–1944)
- Victor von Oertzen (1854–1934), Generalleutnant
- Günther von Oertzen[14] (1891–1918, als Fliegerleutnant in Frankreich gefallen). Für ihn wurde im Gutspark außerdem ein Findling als Gedenkstein aufgestellt, auf dem sich eine Plakette mit seinem Reliefbild (Bild) befand, das von dem Bildhauer Wilhelm von Winterfeld (1898–1997) geschaffen wurde. Dieser Findling liegt noch an seinem ursprünglichen Ort – allerdings ohne die Plakette.

|  |  |  |

Auf Adolf von Oertzen geht die am Gutshof vorbeiführende Kastanienallee zurück.

## Rundscheune und andere historische Gebäude
Auf dem Vorwerk Eichhof befand sich eine unter Denkmalschutz stehende, aus der Zeit Friedrichs des Großen († 1786) stammende Rundscheune. Ihre Errichtung stand mit der Einführung des Rapsanbaus in Zusammenhang. Sie hatte die runde Form, weil man in ihr den Raps ausgeritten hat. Die Mauern waren einen Meter breit und bestanden aus Lehm-Fachwerk. Das Dach war mit Schilfrohr bedeckt. Die starken Eichenbalken im Inneren waren noch handbehauen. Die Scheune wurde im März 1945 von der Roten Armee in Brand geschossen und brannte nieder.
Zwischen dem Gutshaus und dem Gutshof befand sich an einem Teich eine alte Schmiede mit angebautem Backhaus in Fachwerkbauweise. Hiervon sind nur die Grundmauern zu sehen. Es gibt jedoch noch ein altes Foto und ein 1934 gemaltes Bild von Emil Ernst Heinsdorff (1887–1948).
Kurz nach dem Ersten Weltkrieg kam es auf dem Gutshof zu einem Großbrand, dem mehrere Wirtschaftsgebäude zum Opfer fielen. Erhalten blieb damals eine alte Fachwerkscheune, auf der sich ein Storchennest befand und die deshalb „Storchenscheune“ genannt wurde. Von ihr gibt es ebenfalls noch ein Bild. Sie blieb nach 1945 nicht mehr erhalten.

## Ortsentwicklung und Bauernhöfe bis 1945
1871 hatte Dorow 323 Einwohner, davon entfielen auf die Landgemeinde 147 und auf den Gutsbezirk 176. Bis 1905 sank die Einwohnerzahl auf 282 (Landgemeinde 140, Gutsbezirk 141). 1925 ergab die Volkszählung eine Wohnbevölkerung von 306 Einwohnern. Sie lebten in 57 Haushaltungen (5,4 Einwohner je Haushalt, 1,8 Haushalte je Haus). Mit 299 Protestanten (97,7 %) war die große Mehrheit der Einwohner evangelischen Glaubens. Daneben gab es vier Katholiken (1,3 %). In der Folgezeit sank die Einwohnerzahl weiter auf 266 (1933) und 240 (1939). Die Bevölkerung lebte im Wesentlichen von der Landwirtschaft. Daneben gab es eine Schule (letzter Schulleiter: Otto Böttcher), einen Gasthof (letzter Besitzer Walter Giese) und einen Haltepunkt an der Kleinbahnstrecke Regenwalde–Meesow (Mieszewo)–Daber (Dobra). Dorow gehörte zum Amtsbezirk Elvershagen (Łagiewniki).
1717 waren in Dorow 12 Bauernhöfe nachgewiesen, die im Wesentlichen bis 1945 bestanden. 1939 gab es neben dem Gut 14 landwirtschaftliche Betriebe, die zusammen 430 ha bewirtschafteten. Dazu gehörten die Betriebe von Wilhelm Böhnke (20 ha), Otto Buß (33 ha), Willi Lüdtke (32 ha), Franz Moesch (45 ha), Helmut Petzke (33 ha), Ernst Rusch (24 ha), Gustav Zahn (49 ha), Julius Zahn (36 ha), August Zuhse (45 ha). Über die Lage und Geschichte der Höfe liegt eine ausführliche Beschreibung vor (Hannemann, 1986).

## Kirche
Die Kirche ist ein im Osten geschlossener Fachwerkbau, dem im Westen ein abgesetzter Turm mit einer Barockhaube vorgesetzt ist. Verlässliche Angaben über ihre Entstehung liegen nicht vor. Einen ersten urkundlichen Hinweis gibt es für 1738. In diesem Jahr wurde der Obernhagener Pastor Friedrich König auf seinen Wunsch in Dorower Kirche beigesetzt, die eine Tochterkirche von Obernhagen (Lubień Górny) war. Zum Kirchspiel gehörten weiterhin Niederhagen (Lubień Dolny) und Elvershagen (Łagiewniki) mit Liebenthal, Louisenhof und Ottoburg (Bezmoście). Taufregister wurden seit 1618, Trau- und Sterberegister seit 1680 geführt. Die Kirchenbücher der Jahrgänge 1863 bis 1945 konnten nach dem Zweiten Weltkrieg gerettet werden. Letzter evangelischer Pastor war Gerhard Krockow in Obernhagen.

## Gefallenendenkmal

Gefallenendenkmal Dorow 2011

Vor der Kirche befindet sich noch das Denkmal der zwölf Gefallenen des Ersten Weltkrieges. Es stand ursprünglich auf dem Gemeindefriedhof und wurde nach dem Brand der alten Schule um 1930 an den jetzigen Standort vor der Kirche versetzt. Das Denkmal besteht aus einem großen Granitblock mit den Namen der Gefallenen, ihrem militärischen Rang und den Geburts- und Todesdaten. Darunter befindet sich die Inschrift „Ehre ihrem Andenken“, darüber war das Eiserne Kreuz aus Stein, das jetzt noch vor dem Denkmal liegt.
Die Namen und Daten der auf dem Denkmal verzeichneten Gefallenen sind nur noch schwer lesbar und lassen sich nicht mehr vollständig entziffern:
- Rob. Goldschmidt, Res., geb. …. 1882, gef. 27.10.1914
- Max Wolfgramm, …, geb. 4.7.1882, gef. ….
- Wilh. Zahn, Ers.Res., geb. 20.10.1880, gef. 14.4.1916
- Ernst Possiwan, Leutn.Res, geb. 29.1.1888, gef. 2.10.1916
- Fritz Nickel, Unteroff. geb. 25.7.1896, gef...4.1917
- Aug. Beer, Res., geb. 10.2.1893, gef. 3.5.1917
- Friedr. Ziemer, Ers.Res., 25.10.188., gef. 1.8.1917
- Em. Hafemann, Gefr., geb. 20.9.1891, gef. 8.10.1917
- Her. Manteuffel, …, geb. 2.10.1898, gef. 8.12.1917
- Günth. v. Oertzen, Leutn., geb. 31.10.1891, gef. 20.4.1918
- Pl. Moldenhauer, …, geb. 27.7.1881, gef. 24.4.1918
- Fritz Marlow, Pion., geb. 14.12.1887, gef. 18.7.1918

## Entwicklung seit 1945
(dieser Abschnitt ist noch zu recherchieren)

## Persönlichkeiten

### Im Ort geboren
- Victor von Oertzen (1854–1934), deutscher Generalleutnant
- Eberhard von Oertzen (1856–1908), deutscher Naturforscher und Privatgelehrter

### Mit dem Ort verbunden
- Elisabeth von Oertzen, geb. von Thadden (1860–1944), Schriftstellerin
- Otto von der Linde (1892–1984), Pächter des Gutes Dorow, Oberst (Orden Pour le Mérite)